# Logická bomba
Logická bomba je škodlivý software zanesený do počítačové infrastruktury (typicky podnikové sítě) s cílem spustit nežádoucí činnost poté, co nastanou předem definované „události“. Typickým příkladem logické bomby jsou škodlivé aplikace, které ve firmě zanechají zaměstnanci nebo které přímo do kódu aplikací zapracují programátoři. Logická bomba se ale může přenášet i pomocí počítačového viru, červa nebo jiným způsobem.

## Popis činnosti
Logická bomba se skládá ze dvou základních částí – rozbušky a akce.
Rozbuška je algoritmus navázaný na sledování určité události. Časté jsou časové bomby, trojští koně, kteří spouštějí bomby vázané na určitá výročí, významné dny (1. dubna – Apríl) apod. Jindy může jít o určitý počet dní od proniknutí do systému, objem dat v podnikové databázi, počet souborů na disku apod. Podmínkou fungování bomby je, aby její rozbuška byla spolehlivě spouštěna a tak mohla sledovat výskyt události a spustit samotnou akci.
Akce je kód, který je rozbuškou aktivován. Neškodné bomby spustí např. aplikace na hostitelském počítači, často však bývají bomby vytvářeny s cílem maximálně poškodit systémy v dosahu – vymazat dostupné disky, komplikovaně poškodit data v databázi informačního systému apod.

## Ochrana před logickými bombami
Zákeřnost bomb spočívá v jejich obtížném odhalování. Zejména bomby zanesené vlastními pracovníky z IT sféry bývá většinou v podstatě nemožné odhalit, protože pracovníci znají používané ochranné prostředky a mají možnost bombu zanést přímo do systému (a všechny ochrany tak přeskočit) nebo do kódu vyvíjených aplikací (a tak bombu kontrolám zcela skrýt). Jedinou účinnou preventivní ochranou je kvalitní politika bezpečnosti zahrnující i bezpečnostní standardy administrace systémů a vývoje aplikací.
Kvalitní bombu je často obtížné i zpětně zjistit. Bomby jsou stavěny na to, aby provedly jedinou akci, a jejich další existence proto nemá smysl. Kvalitní bomby, které fungují jako samostatné aplikace, dokáží samy sebe odstranit, takže je zpětně lze nalézt pouze pomocí kompletních záloh systému. Bomby implementované do kódu informačních systémů sice tuto možnost většinou nemají, ale nalezení přesto bývá velmi obtížné až nereálné. I zde pomůže jedině kvalitní a respektovaná politika bezpečnosti.

## Historie
Stejně jako většinu jiných negativních událostí ve firmách, logické bomby firmy vesměs nepřiznají, takže celkový počet případů není podle čeho odhadovat.
Logické bomby se začaly objevovat brzy poté, co počítače překročily akademickou půdu a začaly se používat v komerční sféře. Známé jsou případy logických bomb i na sálových počítačích.
Logické bomby zasahovaly i do skutečných válek. Známý je příklad bomby, kterou CIA chtěla zničit plynovody v SSSR. 2
Pravděpodobně nejznámější, byť virtuální, je logická bomba Bílý Králík z filmu Jurský park, kterou použil technik Dennis Nedry a která fakticky vytvořila zápletku prvního dílu.